# Mondeku albopilosum
Genre
Espèce
Mondeku albopilosum, unique représentant du genre Mondeku, est une espèce d'araignées aranéomorphes de la famille des Salticidae.

## Distribution
Cette espèce est endémique du comté de Kiambu au Kenya,. Elle se rencontre vers Gatamaiyu.

## Description
Les mâles mesurent de 3,05 à 4,85 mm et les femelles de 3,50 à 4,25 mm.

## Publication originale
- Azarkina & Haddad, 2020 : « Partial revision of the Afrotropical Ballini, with the description of seven new genera (Araneae: Salticidae). » Zootaxa, no 4899(1), p. 15-92.